# Nordborg Amt

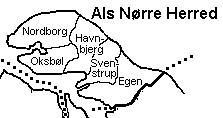
Als Nørre Herred

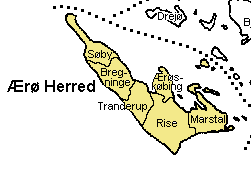
Ærø Herred

Nordborg Amt war ein Amt im östlichen Teil des Herzogtums Schleswig bis zur preußischen Besetzung im Jahre 1864. In vieler Hinsicht fungierte das Amt allerdings als ein Teil des Sønderborg Amtes. Nordborg Amt umfasste den Nordteil der Insel Als (dt.: Alsen) und die gesamte Insel Ærø mit folgenden Verwaltungseinheiten:
- die Harde Als Nørre Herred und
- den Flecken Nordborg auf der Insel Als, sowie
- die Harde Ærø Herred und
- die Stadt Ærøskøbing auf der Insel Ærø

Nach dem Friedensschluss 1864 wurde das Amt aufgeteilt: Die Insel Ærø wurde vom Herzogtum Schleswig an das Königreich Dänemark übertragen und dem Svendborg Amt zugeschlagen. Der Rest des Amtes, also die Harde Als Nørre Herred und der Flecken Nordborg wurden mit dem Sønderborg Amt zum Kreis Sonderburg vereinigt. 